# 馬利克·安巴爾
馬利克·安巴爾（Malik Ambar，1548年—1626 年5月13日）是一位南亞的軍事指揮官，他曾擔任印度德干高原地區艾哈邁德訥格爾蘇丹國的佩什瓦。
1548年馬利克·安巴爾出生於阿达尔苏丹国，該國的範圍包括今日埃塞俄比亚、索马里和吉布提的部分地區。馬利克·安巴爾年輕時被奴隸商人出售並作為奴隸帶往印度。在當地，他建立起一支總部設在德干地區人數超過五萬的傭兵部隊，並受當地君主們僱用。而後馬利克·安巴爾成為艾哈邁德納加爾蘇丹國廣受歡迎的佩什瓦，在其任職期間，展現出他非凡的行政頭腦與軍事才華。
馬利克·安巴爾也被視為德干地區游击战的先驅，其深受古吉拉特邦西迪人的崇拜。除此之外，馬利克·安巴爾多次率軍擊敗莫卧儿帝国和阿迪勒·沙阿王朝，使艾哈邁德納加爾蘇丹國的地位大幅提升，成為當時遏阻莫臥兒帝國向南擴張的強勁對手。

## 外部連結
- Mentioned on page 9
- Malik Ambar: A remarkable life B.N. Goswamy （页面存档备份，存于）
- The Tribune, Chandigarh, 13 August 2006, India Online edition （页面存档备份，存于）
- The African Diaspora in the Indian Ocean World, Omar H. Ali, Schomburg Center for Research in Black Culture （页面存档备份，存于）